# Olaf Rausch
Olaf Rausch (* 19. Oktober 1960 in Kiel) ist ein deutscher Theaterschaffender. Er ist Chefinspizient am Deutschen Schauspielhaus in Hamburg.

## Leben
Olaf Rausch wuchs in Kiel auf und übernahm während der Schulzeit verschiedene Aufgaben am Kieler Theater. Zum Fernsehen und Film kam er bereits als Jugendlicher. In den NDR-Verfilmungen von Tadellöser und Wolff (Walter Kempowski, Regie Eberhard Fechner) wirkte Olaf Rausch mehrfach mit.
Er debütierte 1979 als Inspizient bei den „Bühnen der Landeshauptstadt Kiel“ (heutiger Name Theater Kiel) im Bereich Schauspiel, Oper und Ballett. Dazu erhielt er Schauspiel- und Sprechunterricht und ist seit 1980 auch auf der Theaterbühne als Darsteller zu sehen, u. a. spielte er im Kaukasischen Kreidekreis (Bertolt Brecht), in der Dreigroschenoper (Brecht), in Die lustigen Weiber von Windsor (William Shakespeare) und den Pfarrer in Hamlet (W. Shakespeare).
Unter der Intendanz von Peter Zadek wechselte Olaf Rausch 1985 an das Deutsche Schauspielhaus in Hamburg. Hier gab er sein Debüt als Inspizient in der legendären Inszenierung von „Ghetto“ (J. Sobol), Regie Peter Zadek. Seit dieser Zeit arbeitet er mit vielen bedeutenden Künstlern langjährig und intensiv zusammen. Durch den späteren Intendanten Frank Baumbauer wurde Olaf Rausch 1993 zum Chefinspizient am Deutschen Schauspielhaus in Hamburg ernannt. Unter der Intendanz von Frank Baumbauer wurde das Deutsche Schauspielhaus in Hamburg von der Theaterzeitschrift Theater heute insgesamt drei Jahre (1994, 1996 und 1997) zum „Theater des Jahres“ sowie zum „Theater des Jahrzehnts“ gewählt. In den späteren Jahren (2000, 2005 und 2024) wurde dem Deutschen Schauspielhaus in Hamburg erneut der Titel „Theater des Jahres“ verliehen. Die umfangreiche Theaterproduktion Anthropolis I - V (Regie: Karin Beier) erhielt den „Nestroy-Theaterpreis 2024“ als beste Aufführung im deutschsprachigen Raum. 
Gastspielproduktionen veranstaltete Olaf Rausch mit dem Königlichen Theater Stockholm, Theater der Nationen, Deutsches Theater Berlin, Burgtheater Wien, Marcel Marceau, Samy Molcho, Gianna Nannini, Sting, Jack Bruce, Ute Lemper, John Neumeier, Heiner Müller und George Tabori. Gastspielreisen führten Olaf Rausch unter anderem nach Moskau, St. Petersburg, Oslo, Amsterdam, Paris, Edinburgh, Zürich, Wien, Bozen, Meran und durch ganz Deutschland.
1995 spielte er die Titelrolle in der SDR-Dokumentarverfilmung „Made in Germany, Der Herr der Ringe : Kurt A. Körber“, Regie Ralph Quinke.
Gastverträge als Inspizient führten ihn an das Thalia Theater Hamburg, Staatsoper Hamburg, Theater des Westens Berlin, zu den Wiener Festwochen, zur Ruhr-Triennale Bochum, zu den Ruhrfestspielen Recklinghausen. Inspizient war er auch bei zahlreichen TV-Live-Shows. 2010 erhielt Olaf Rausch die große, silberne Verdienstmedaille der Patriotischen Gesellschaft zu Hamburg. Zum 40. Bühnenjubiläum im Jahr 2019 wurde Olaf Rausch die große, goldene Verdienstmedaille verliehen.

## Privates
Olaf Rausch wohnt mit seiner Familie in Hamburg-Rotherbaum.